# Ślimaczarze
Ślimaczarze (Dipsadinae) – licząca około 850 gatunków podrodzina węży z rodziny połozowatych (Colubridae).

## Zasięg występowania
Podrodzina obejmuje gatunki występujące w Ameryce (włącznie z Karaibami). 

## Podział systematyczny
Do podrodziny należą następujące rodzaje: 

- Adelphicos Jan, 1862
- Adelphostigma Abegg, Santos, Costa, Battilana, Graboski, Vianna, Azevedo, Fagundes, Castille, Prado, Bonatto, Zaher & Grazziotin, 2022
- Alsophis Fitzinger, 1843
- Amastridium Cope, 1860
- Amnesteophis Myers, 2011 – jedynym przedstawicielem jest Amnesteophis melanauchen (Jan, 1863)
- Amnisiophis Abegg, Santos Jr., Costa, Battilana, Graboski, Vianna, Azevedo, Fagundes, Castille, Prado, Bonatto, Zaher & Grazziotin, 2022 – jedynym przedstawicielem jest Amnisiophis amoenus (Jan, 1863)
- Apographon Trevine, Grazziotin, Giraudo, Sallaberry-Pincheira, Vianna & Zaher, 2022 – jedynym przedstawicielem jest Apographon orestes (Harvey & Muñoz, 2004)
- Apostolepis Cope, 1862
- Arcanumophis Smaga, Ttito & Catenazzi, 2019 – jedynym przedstawicielem jest Arcanumophis problematicus (Myers, 1986)
- Arrhyton Günther, 1858
- Atractus Wagler, 1828
- Baliodryas Zaher & Prudente, 2020 – jedynym przedstawicielem jest Baliodryas steinbachi (Boulenger, 1905
- Boiruna Zaher, 1996
- Borikenophis Hedges & Vidal, 2009
- Caaeteboia Zaher, Grazziotin, Cadle, Murphy, Moura-Leite & Bonatto, 2009
- Calamodontophis Amaral, 1935
- Caraiba Zaher, Grazziotin, Cadle, Murphy, Moura-Leite & Bonatto, 2009 – jedynym przedstawicielem jest Caraiba andreae (Reinhardt & Lütken, 1863)
- Carphophis Gervais, 1843
- Cenaspis Campbell, Smith & Hall, 2018 – jedynym przedstawicielem jest Cenaspis aenigma Campbell, Smith & Hall, 2018
- Cercophis Fitzinger, 1843 – jedynym przedstawicielem jest Cercophis auratus (Schlegel, 1837)
- Chapinophis Campbell & Smith, 1998 – jedynym przedstawicielem jest Chapinophis xanthocheilus Campbell & Smith, 1998
- Chersodromus Reinhardt, 1860
- Chlorosoma Wagler, 1830
- Clelia Fitzinger, 1827
- Coniophanes Hallowell, 1860
- Conophis Peters, 1860
- Contia Girard, 1853
- Coronelaps Lema & Hofstadler-Deiques, 2010 – jedynym przedstawicielem jest Coronelaps lepidus (Reinhardt, 1861)
- Crisantophis Villa, 1971 – jedynym przedstawicielem jest Crisantophis nevermanni (Dunn, 1937)
- Cryophis Bogert & Duellman, 1963 – jedynym przedstawicielem jest Cryophis hallbergi
- Cubophis Hedges & Vidal, 2009
- Diadophis Girard, 1853 – jedynym przedstawicielem jest Diadophis punctatus (Linnaeus, 1766)
- Diaphorolepis Jan, 1863
- Dibernardia Abegg, Santos Jr., Costa, Battilana, Graboski, Vianna, Azevedo, Fagundes, Castille, Prado, Bonatto, Zaher & Grazziotin, 2022
- Dipsas Laurenti, 1768
- Ditaxodon Hoge, 1958 – jedynym przedstawicielem jest Ditaxodon taeniatus (Peters, 1868)
- Drepanoides Dunn, 1928 – jedynym przedstawicielem jest Drepanoides anomalus (Jan, 1863)
- Dryophylax Wagler, 1830
- Echinanthera Cope, 1894
- Elapomorphus Wiegman, 1843
- Emmochliophis Fritts & Smith, 1969
- Enuliophis McCranie & Villa, 1993 – jedynym przedstawicielem jest Enuliophis sclateri (Boulenger, 1894)
- Enulius Cope, 1871
- Erythrolamprus Boie, 1826
- Eutrachelophis Myers & McDowell, 2014
- Farancia Gray, 1842
- Galvarinus Trevine, Grazziotin, Giraudo, Sallaberry-Pincheira, Vianna & Zaher, 2022
- Geophis Wagler, 1830
- Gomesophis Hoge & Mertens, 1959 – jedynym przedstawicielem jest Gomesophis brasiliensis Gomes, 1918
- Haitiophis Hedges & Vidal, 2009 – jedynym przedstawicielem jest Haitiophis anomalus (Peters, 1863)
- Helicops Wagler, 1828
- Heterodon Latreille, 1801
- Hydrodynastes Fitzinger, 1843
- Hydromorphus Peters, 1859
- Hydrops Wagler, 1830
- Hypsiglena Cope, 1860
- Hypsirhynchus Günther, 1858
- Ialtris Cope, 1862
- Imantodes Duméril, 1853
- Incaspis Donoso-Barros, 1974
- Leptodeira Fitzinger, 1843
- Lioheterophis Amaral, 1943 – jedynym przedstawicielem jest Lioheterophis iheringi Amaral, 1943
- Lygophis Fitzinger, 1843
- Magliophis Zaher, Grazziotin, Cadle, Murphy, Moura-Leite & Bonatto, 2009
- Manolepis Cope, 1885 – jedynym przedstawicielem jest Manolepis putnami (Jan, 1863)
- Mesotes Jan, 1863
- Mussurana Zaher, Grazziotin, Cadle, Murphy, Moura-Leite & Bonatto, 2009
- Ninia Girard, 1853
- Nothopsis Cope, 1871 – jedynym przedstawicielem jest Nothopsis rugosus Cope, 1871
- Omoadiphas G. Köhler, McCranie & Wilson, 2001
- Oxyrhopus Wagler, 1830
- Paikwaophis Kok & Means, 2023 – jedynym przedstawicielem jest Paikwaophis kruki Kok & Means, 2023
- Paraphimophis Zaher, Grazziotin, Murphy, Scrocchi, Altamirano-Benavides, Zhang & Bonatto, 2012 – jedynym przedstawicielem jest Paraphimophis rusticus (Cope, 1878)
- Phalotris Cope, 1862
- Philodryas Wagler, 1830
- Phimophis Cope, 1860
- Plesiodipsas Harvey, Rivas Fuenmayor, Caicedo-Portilla & Rueda-Almonacid, 2008 – jedynym przedstawicielem jest Plesiodipsas perijanensis (Alemán, 1953)
- Pliocercus Cope, 1860
- Pseudalsophis Zaher, Grazziotin, Cadle, Murphy, Moura-Leite & Bonatto, 2009
- Pseudoboa Schneider, 1801
- Pseudoeryx Fitzinger, 1826
- Pseudoleptodeira Taylor, 1938 – jedynym przedstawicielem jest Pseudoleptodeira latifasciata (Günther, 1894)
- Psomophis Myers & Cadle, 1994
- Ptychophis Gomes, 1915 – jedynym przedstawicielem jest Ptychophis flavovirgatus Gomés, 1915
- Rhachidelus Boulenger, 1908 – jedynym przedstawicielem jest Rhachidelus brazili Boulenger, 1908
- Rhadinaea Cope, 1863
- Rhadinella Smith, 1941
- Rhadinophanes Myers & Campbell, 1981 – jedynym przedstawicielem jest Rhadinophanes monticola Myers & Campbell, 1981
- Rodriguesophis Zaher, Grazziotin, Murphy, Scrocchi, Altamirano, Benavides, Zhang & Bonatto, 2012
- Saphenophis Myers, 1973
- Sibon Fitzinger, 1826
- Siphlophis Fitzinger, 1843
- Sordellina Procter, 1823 – jedynym przedstawicielem jest Sordellina punctata (Peters, 1880)
- Stichophanes Wang, Messenger, Zhao & Zhu, 2014 – jedynym przedstawicielem jest Stichophanes ningshaanensis (Yuan, 1983)
- Synophis Peracca, 1896
- Tachymenis Wiegmann, 1834
- Tachymenoides Trevine, Grazziotin, Giraudo, Sallaberry-Pincheira, Vianna & Zaher, 2022
- Taeniophallus Cope, 1895
- Tantalophis Duellman, 1958 – jedynym przedstawicielem jest Tantalophis discolor (Günther, 1860)
- Thamnodynastes Wagler, 1830
- Thermophis Malnate, 1953
- Tomodon Duméril, 1853 – jedynym przedstawicielem jest Tomodon dorsatus (Duméril, Bibron & Duméril, 1854)
- Tretanorhinus Duméril, Bibron & Duméril, 1854
- Trimetopon Cope, 1885
- Tropidodipsas Günther, 1858
- Tropidodryas Fitzinger, 1843
- Uromacer Duméril, Bibron & Duméril, 1854
- Urotheca Bibron, 1843
- Xenodon Boie, 1826
- Xenopholis Peters, 1869
- Xenoxybelis Machado, 1993
- Zonateres Trevine, Grazziotin, Giraudo, Sallaberry-Pincheira, Vianna & Zaher, 2022 – jedynym przedstawicielem jest Zonateres lanei Bailey, Thomas & Silva Jr., 2005